# Río Esva
Río Esva este o arie protejată (arie specială de conservare — SAC, sit de importanță comunitară — SCI) din Spania întinsă pe o suprafață de 204,35 ha, integral pe uscat.

## Localizare
Centrul sitului Río Esva este situat la coordonatele 43°27′14″N 6°27′48″W / 43.4538°N 6.4634°V.

## Înființare
Situl Río Esva a fost declarat sit de importanță comunitară în mai 1999 pentru a proteja 2 specii de plante și 6 specii de animale. Situl a fost protejat și ca arie specială de conservare în decembrie 2014.

## Biodiversitate
Situată în ecoregiunea atlantică, aria protejată conține 5 habitate naturale: Lande oro-mediteraneene cu formațiuni endemice de grozamă, Roci stâncoase cu vegetație pionieră de Sedo-Scleranthion sau Sedo albi-Veronicion dillenii, Pajiști uscate europene, Cursuri de apă de la nivel de câmpie la nivel montan, cu vegetație Ranunculion fluitantis și Callitricho-Batrachion, Păduri aluvionare cu Alnus glutinosa și Fraxinus excelsior (Alno-Padion, Alnion incanae, Salicion albae).
La baza desemnării sitului se află mai multe specii protejate:
- plante (2): Trichomanes speciosum, Woodwardia radicans
- păsări (1): pescăruș albastru (Alcedo atthis)
- amfibieni (1): Chioglossa lusitanica
- mamifere (1): vidră de râu (Lutra lutra)
- nevertebrate (2): Euplagia quadripunctaria, Margaritifera margaritifera
- pești (1): somonul (Salmo salar)

Pe lângă speciile protejate, pe teritoriul sitului au mai fost identificate 1 specie de păsări.